# Оливър Сакс
Оливър Уолф Сакс (на английски: Oliver Wolf Sacks) е английски невролог.
Прави по-голямата част от кариерата си в Съединените щати. Става международно известен със своите книги с истории, основани на опита му с неговите пациенти.
Сред най-известните му сборници е „Мъжът, който взе жена си за шапка“ (1985). По „Пробуждания“ (1973) – неговото документално произведение за работата с хора с летаргичния енцефалит, режисьорката Пени Маршал прави едноименния филм с Робърт де Ниро и Робин Уилямс (1990).

## Признание и награди
Член е на Американската академия за изкуства и науки (1996), на Нюйоркската академия на науките (1999) и на Кралската лекарска колегия в Лондон.
Сакс е избран за почетен доктор на Джорджтаунския университет (1990), Колежа на Статън Айлънд (1991), Университета Тафтс (1991), Нюйоркския медицински колеж (1991), Колежа по медицина на Университета Дрексъл в Пенсилвания (1992), Колежа Бард (1992), Университета на Кралицата в Кингстън (2001), Галодетския университет във Вашингтон (2005), Оксфордския университет (2005), Понтифическия католически университет на Перу (2006) и Лабораторията Колд спринг харбър в Ню Йорк (2008).
Оксфордският университет го отличава с титлата „почетен доктор по гражданско право“ през юни 2005 г.
През 2008 г. Сакс бива избран за командор на Ордена на Британската империя (CBE) за приносите му към медицината.
Носител е на наградата „Люис Томас“ на Рокфеллеровия университет (2001).
Астероидът 84928 Oliversacks, открит през 2003 г., носи неговото име.

## Личен живот
По-голямата част от живота си Сакс прекарва в целибат и никога не се жени. За първи път признава своята хомосексуална ориентация в автобиографията си от 2015 г. „On the Move: A Life“. През 2008 г. той се запознава с работещия във вестник „The New York Times“ Билли Хейс и с времето общуването им прераства в интимни отношения. Хейс сам описва отношенията им в книгата си „Insomniac City: New York, Oliver, and Me“.